# T.V. Rajeswar
T.V. Rajeswar, född 28 augusti 1926 i Salem, nuv. Tamil Nadu, är förutvarande polis och chef för Indiens underrättelsetjänst, politiker och nuvarande guvernör i delstaten Uttar Pradesh. Ekonomexamen.